# Uryū, Hokkaido
Uryū (雨竜町 Uryū-chō?) este un oraș⁠(d) situat în subprefectura Sorachi⁠(d), Hokkaido, Japonia.
La data de 1 octombrie 2020, orașul avea o populație estimată la 2.389 de locuitori și o densitate de 12,5 persoane pe km2. Suprafața totală este 190,91 kilometri pătrați (73,71 mi2).

## Etimologie
Numele orașului provine din limba ainu, dar originea numelui s-a pierdut. Urir-o-pet, o posibilitate, înseamnă „râul cormoranilor”.
În japoneză, numele orașului este scris cu caractere ateji, sau kanji folosite pentru a reprezenta fonetic cuvinte native sau împrumutate. Primul, 雨, înseamnă „ploaie”, iar al doilea, 竜, înseamnă „dragon”.

## Municipalități învecinate
- Subprefectura Rumoi
  - Mashike⁠(d)
- Subprefectura Sorachi
  - Hokuryū⁠(d)
  - Moseushi⁠(d)
  - Shintotsukawa⁠(d)
  - Takikawa